# Qeysnāb
Qeysnāb (persiska: قیسناب, Qeyşnāb, قیصناب) är en ort i Iran.   Den ligger i provinsen Östazarbaijan, i den nordvästra delen av landet, 500 km nordväst om huvudstaden Teheran. Qeysnāb ligger 2 177 meter över havet och antalet invånare är 315.
Terrängen runt Qeysnāb är kuperad.Runt Qeysnāb är det ganska glesbefolkat, med 43 invånare per kvadratkilometer. Närmaste större samhälle är Bostānābād, 19,6 km öster om Qeysnāb. Trakten runt Qeysnāb består i huvudsak av gräsmarker.